# ジャスティン・ミラー (1977年生の投手)
ジャスティン・マーク・ミラー（Justin Mark Miller, 1977年8月27日 - 2013年6月26日）は、アメリカ合衆国カリフォルニア州出身のプロ野球選手（投手）。

## 来歴
1995年、サンフランシスコ・ジャイアンツからドラフト34巡目で指名されるも入団せず。1997年、コロラド・ロッキーズからドラフト5巡目で指名され入団する。1999年オフ、オークランド・アスレチックスとミルウォーキー・ブルワーズとが絡んだ三角トレードでアスレチックスに移籍。2001年オフ、トレードでトロント・ブルージェイズに移籍。
2002年、メジャーリーグデビューを果たし、ローテーションの穴を埋める形で先発をして防御率5点台ながらも9勝を挙げる。しかし、2003年は肩の手術のため1年間を棒に振る。2004年、メジャーに復帰し、前々年同様ローテーション谷間の先発を中心に登板する。しかし、手術による戦線離脱中に多くのタトゥーを腕に施していたため、打者から紛らわしいとのクレームがついて、以後長袖の着用を義務づけられた。2005年FAとなる。
2006年、タンパベイ・デビルレイズとマイナー契約を結び、同傘下のAAA級ダーラムでプレーしていたところ、シーズン途中に千葉ロッテマリーンズが獲得する。
5月31日の対東京ヤクルトスワローズ戦で、延長11回表一死二塁の場面で初登板も、最初のアダム・リグスに決勝2ランを浴びる。その後4試合は1試合ごとに三者凡退と大量失点を繰り返し、6月4日の対広島東洋カープ戦では1アウトも取れず4失点し敗戦投手、6月8日の対中日ドラゴンズ戦では1回0/3を7失点の乱調で二軍落ちする（5試合で3回2/3自責点12、防御率29.45）。9月に一軍に復帰してからは好投を見せるも（7試合で8回自責点2、防御率2.25）、10月5日に自由契約となった。
2007年はフィラデルフィア・フィリーズとマイナー契約を結び傘下のAAA級オタワでプレーするも解雇され、フロリダ・マーリンズとマイナー契約。傘下のAAAアルバカーキに所属し、5月19日にはメジャー昇格を果たした。
2008年は開幕戦のニューヨーク・メッツ戦に登板し勝利投手になった。8月3日に解雇され、11月1日にサンフランシスコ・ジャイアンツとマイナー契約を結ぶ。
2009年12月4日にロサンゼルス・ドジャースとマイナー契約。
2010年11月17日にシアトル・マリナーズとマイナー契約。2011年4月25日に解雇され、29日にテキサス・レンジャーズとマイナー契約を結ぶも再び解雇される。7月4日にロサンゼルス・ドジャースとマイナー契約を結ぶも、25日に解雇された。
2013年6月26日夜、フロリダ州で遺体となって発見された。場所の詳細や死因は公表されていない。

## 人物
スキンヘッドに加え、腕や足首にはタトゥーという厳つい外見であったが、実際は笑顔でサインに応じるなどファンには優しかった。140キロ台後半のシンカーとスライダーの組み合わせで凡打に打ち取る投球術であった。

## 詳細情報

### 年度別投手成績
| 年 度    | 球 団    | 登 板 | 先 発 | 完 投 | 完 封 | 無 四 球 | 勝 利 | 敗 戦 | セ 丨 ブ | ホ 丨 ル ド | 勝 率 | 打 者 | 投 球 回 | 被 安 打 | 被 本 塁 打 | 与 四 球 | 敬 遠 | 与 死 球 | 奪 三 振 | 暴 投 | ボ 丨 ク | 失 点 | 自 責 点 | 防 御 率 | W H I P |
| -------- | -------- | ----- | ----- | ----- | ----- | -------- | ----- | ----- | -------- | ----------- | ----- | ----- | -------- | -------- | ----------- | -------- | ----- | -------- | -------- | ----- | -------- | ----- | -------- | -------- | ------- |
| 2002     | TOR      | 25    | 18    | 0     | 0     | 0        | 9     | 5     | 0        | 1           | .643  | 469   | 102.1    | 103      | 12          | 66       | 2     | 11       | 68       | 6     | 0        | 70    | 63       | 5.54     | 1.65    |
| 2004     | TOR      | 19    | 15    | 0     | 0     | 0        | 3     | 4     | 0        | 0           | .429  | 375   | 81.2     | 101      | 14          | 42       | 3     | 5        | 47       | 3     | 1        | 58    | 55       | 6.06     | 1.75    |
| 2005     | TOR      | 1     | 0     | 0     | 0     | 0        | 0     | 0     | 0        | 0           | ----  | 12    | 2.1      | 5        | 3           | 0        | 0     | 0        | 2        | 0     | 0        | 4     | 4        | 15.43    | 2.14    |
| 2006     | ロッテ   | 12    | 0     | 0     | 0     | 0        | 0     | 1     | 0        | 1           | ----  | 63    | 11.2     | 18       | 3           | 10       | 1     | 0        | 11       | 2     | 1        | 14    | 14       | 10.80    | 2.40    |
| 2007     | FLA      | 62    | 0     | 0     | 0     | 0        | 5     | 0     | 0        | 17          | 1.000 | 259   | 61.2     | 53       | 5           | 24       | 6     | 0        | 74       | 4     | 1        | 27    | 25       | 3.65     | 1.25    |
| 2008     | FLA      | 46    | 0     | 0     | 0     | 0        | 4     | 2     | 0        | 7           | .667  | 202   | 46.2     | 46       | 4           | 20       | 3     | 3        | 43       | 1     | 1        | 26    | 22       | 4.24     | 1.41    |
| 2009     | SF       | 44    | 0     | 0     | 0     | 0        | 3     | 3     | 0        | 1           | .500  | 236   | 56.2     | 47       | 7           | 27       | 2     | 1        | 36       | 3     | 0        | 20    | 20       | 3.18     | 1.31    |
| 2010     | LAD      | 19    | 0     | 0     | 0     | 0        | 0     | 0     | 0        | 1           | ----  | 103   | 24.1     | 22       | 4           | 8        | 2     | 3        | 30       | 2     | 1        | 12    | 12       | 4.44     | 1.23    |
| MLB：7年 | MLB：7年 | 216   | 33    | 0     | 0     | 0        | 24    | 14    | 0        | 27          | .632  | 1656  | 375.2    | 377      | 49          | 187      | 18    | 23       | 300      | 19    | 4        | 217   | 201      | 4.82     | 1.50    |
| NPB：1年 | NPB：1年 | 12    | 0     | 0     | 0     | 0        | 0     | 1     | 0        | 1           | ----  | 63    | 11.2     | 18       | 3           | 10       | 1     | 0        | 11       | 2     | 1        | 14    | 14       | 10.80    | 2.40    |

### 記録
NPB
- 初登板：2006年5月31日、対東京ヤクルトスワローズ2回戦（千葉マリンスタジアム）、11回表1死に6番手で救援登板・完了、2/3回1失点
- 初奪三振：同上、11回表にアレックス・ラミレスから見逃し三振
- 初ホールド：2006年9月24日、対北海道日本ハムファイターズ20回戦（千葉マリンスタジアム）、8回表2死に3番手として救援登板、1/3回無失点
- 初登板で対戦した第一打者に被本塁打：上記の「初登板」の項を参照、11回表にアダム・リグスに中越決勝2ラン　※史上53人目（パ・リーグ28人目）

### 背番号
- 34（2002年、2004年 - 2005年）
- 36（2006年）
- 32（2007年 - 2008年）
- 45（2009年 - 2009年）